# オオクワガタ
オオクワガタ（大鍬形、Dorcus hopei binodulosus）は、コウチュウ目クワガタムシ科クワガタ属オオクワガタ亜属に属するホペイオオクワガタの亜種であり、日本では最大級のクワガタムシである。
確認された野生個体では体長がオオクワガタより長くなる種が数種あるが、胴体の割合が大きく体幅が広く、体積では日本最大のクワガタムシといえる。
飼育個体を含めると後述の通り、他種の追随を許さない群を抜く巨大種である。
飼育下での繁殖法が確立されているものの、乱獲や丘陵地の開発や森林伐採などにより野生個体の生息が危ぶまれており、2007年には準絶滅危惧種から絶滅危惧II類に引き上げられた。

## 形態
体長は♂50mm - 94.1mm、♀25mm - 61.5mm。
最大記録は2024年現在、上記の通り♂94.1mm、♀61.5mmである。
野生下における最大個体の記録は山梨県北巨摩郡須玉町（現：北杜市）仁田平にて1981年7月25日に鈴木良廣が採集した76.6mmの♂成虫で、昆虫飼育・採集用品販売や昆虫関連書籍・雑誌販売を手掛ける「むし社」（本社：東京都中野区）が確認した2024年11月時点における飼育下の最大個体は、2023年11月に発表された94.1mmの♂成虫（第23回クワガタ飼育レコード。菌糸ビンで育成し2023年7月上旬羽化）である。
♂は大きな内歯（内側のトゲ）1対と、先端部分に小歯を1対を備えた太く内側に湾入した大腮を持つ。
鞘翅を含む外皮のキチン質がよく発達して分厚く固く、同種の♂や他種の大型クワガタムシに噛まれても容易に傷付かない。♀の外皮は特に固い。
脚は太短く強壮で附節と爪は太く頑丈で樹にしがみつく力が強い。前脛節は直線的で♀では先端部が外側に反り、ヒラタクワガタの大型♀との識別点のひとつになる。
体色は全身黒色だが上翅はやや黒褐色を帯びることがある。♀や小型の♂の鞘翅上面は滑らかで強い光沢があり、明瞭な点刻列がある。頭部や前胸にも強い光沢がある。中~大型の♂は体表の光沢が鈍く、翅鞘に明瞭な点刻列はないが、不明瞭な縦条が見られる。自然界には存在しないと思われる、80mmを超える超巨大♂では体表はほぼ艶消しとなる個体が多い。超巨大な飼育個体は翅鞘に皺が発生しやすいが、自然界でも大型の♂は鞘翅に皺がある個体が少なくない。
眼縁突起は眼の4/5を縁どり後方でわずかに切れている。
♂の小型個体では大腮先端の小歯は消失するが、中央の内歯は かなり小型の個体でも見られこの種群の特徴となっている。
内歯の位置は体長によって変化し、大型個体から順に、第1内歯が大顎の中央部分から前方に向かって生える「大歯型」、第1内歯が大腮の中央部分から ほぼ直角に内側に向いて生える「中歯型」、第1内歯が大腮の基部に生える「小歯型」と呼ばれる個体変異がある。ただし、ツヤクワガタ属のクワガタムシやアルキデスヒラタクワガタなどの体の大きさに影響されない明瞭な歯型変異に対し、本種の変異は体の大きさに伴う連続的なものである。特に中歯型と小歯型の区別は難しい。
※ツヤクワガタ属やアルキデスヒラタクワガタなども中間的な歯型を持つ個体が非常に少ないだけで、厳密にいえば連続している。
生息域は局所的で移動が少ないため生息地による遺伝的形質に変異が生ずる。それらの中で特徴的な多産地の形質が愛好家のあいだでは「優良血統」と捉えられ研究の対象となっている。

## 主な優良血統
- 能勢血統
- 信玄血統
- 久留米血統
- 川西血統
- 熊谷血統
- 韮崎血統
- TFO血統

※上記血統のいくつかは大型化し、外国種との交雑疑いの可能性が指摘されることがあるが、DNA検査などによって明確に証明された例は無い。

## 分布
日本列島全般と近縁種が朝鮮半島から中国北東部にかけて生息している。日本国内においては、ほぼ全国的（北海道南部から九州）に分布するが、生息地域はブナ帯の原生林やクヌギの台木（台場クヌギ）林に集中し、局所的である。島嶼部では対馬のみに分布していることから、中国大陸・朝鮮半島・対馬・日本本土が陸続きだった最終氷期の頃に南下分布した可能性が高いと考えられている。

## 生態
日本産オオクワガタの成虫は、ゴールデンウイークから梅雨明け頃に活動を始め、ほとんど夜行性で、昼間はクヌギ・アベマキ・ナラ類・カシ類・ニレ類・ヤナギ類などの樹液が出る大木の樹洞などに隠れている。性質は臆病で、危険を感じると、すぐに洞（うろ）に隠れる。
類似した体格と生態のヒラタクワガタも通常樹洞に棲んでいるが、幹と枝の隙間や捲れた樹皮下、樹の表面、根元の地中に掘った小室などにもよく見られるのに対し、オオクワガタは樹の高所のしっかりした樹洞を好み、夜間に樹洞の入り口までしか出てこないなどより警戒心が強い。
通常性格は大変大人しく極力闘争を避けて逃走するが、縄張りの樹洞に侵入または接近されると猛烈に攻撃して撃退する。
闘争心を発揮した場合は、体格と頑丈な脚、強大な大腮により日本産クワガタムシの中では最強クラスの戦闘力を有する。
飼育下ではケース内全体を縄張りと見做し、他種のクワガタムシを投入すると激しく攻撃する行動が観察される。
ヒラタクワガタはよく出歩き、樹洞の外においても闘争心が強く、同種の♂や他の昆虫を積極的に攻撃して排除する。
通常飛ぶことは滅多になく、住処を変える際か灯火に引き寄せられる場合を除いて限定的なものと推測されている。
東北地方では灯火によく飛来するが、九州では稀にしか飛来しないなど生態は生息域や環境によってかなり異なるようである。
樹洞を縄張りとしたオスの元にメスが次々と訪れる生活を夏季に送り、交尾の後、受精したメスは大木の立ち枯れなどに飛来し、産座を築いたり、トンネルを掘って、その内壁に産卵する。また、産卵中のメスは肉食傾向が強くなり、他の昆虫を捕食したり、同種の死骸を食べることもある。飼育下で、他種の幼虫や蛹などを与えると捕食することが知られている。
9月末から10月くらいになると、成虫は越冬態勢に入り、翌年の5月頃まで活動休止する。野生個体の生活環は生息域により異なる。甲信越や関東では、2年1化1越年（幼虫で2年過ごし夏に羽化後翌年まで静止する）で、孵化から3年目の初夏に活動を開始し、成虫は繁殖活動後も越冬を繰り返す。非常にタフなことで知られており、飼育下で5-6年生きる個体も珍しくない。最長で7年生きたという記録がギネスに登録されており、世界的に見ても最も長寿なクワガタであると言える。野生下では食物の樹液が潤沢で、湿度と温度の変動が少ない大木の深い樹洞に棲んでいる個体(縄張り争いで有利な大型個体が多い)が長生きしやすい。そのような樹洞では天敵や厳しい気候からも守られている。
幼虫は主に白色腐朽菌（ニクウスバタケ・カワラタケなど）によって朽ちた立ち枯れや生木の腐朽部分などに生息するが、倒木や根部から発見される場合もある。なおクワガタムシの幼虫は種ごとに好む木材の腐朽型や水分含有量が異なるが、オオクワガタなど立ち枯れに好んで産卵する種の多くは乾燥した環境を好む。立ち枯れより湿度の高い倒木などからは、多湿により死亡したと思われるオオクワガタの幼虫がしばしば発見されている。
コクワガタとの間に、俗にオオコクワガタと呼ばれる雑種ができることが知られており、自然下でもごく稀に採集される。人工飼育で作出することもできる。ただし、幼虫での死亡率が非常に高く、また性別が極端にオスに偏る。オオコクワガタは、主にオオクワガタ♀と、コクワガタ♂が交配して生まれ、また、逆の場合もある。大きさと形はオオクワガタに近いが、やや細身で脚部等がコクワガタに似るという特徴がある。

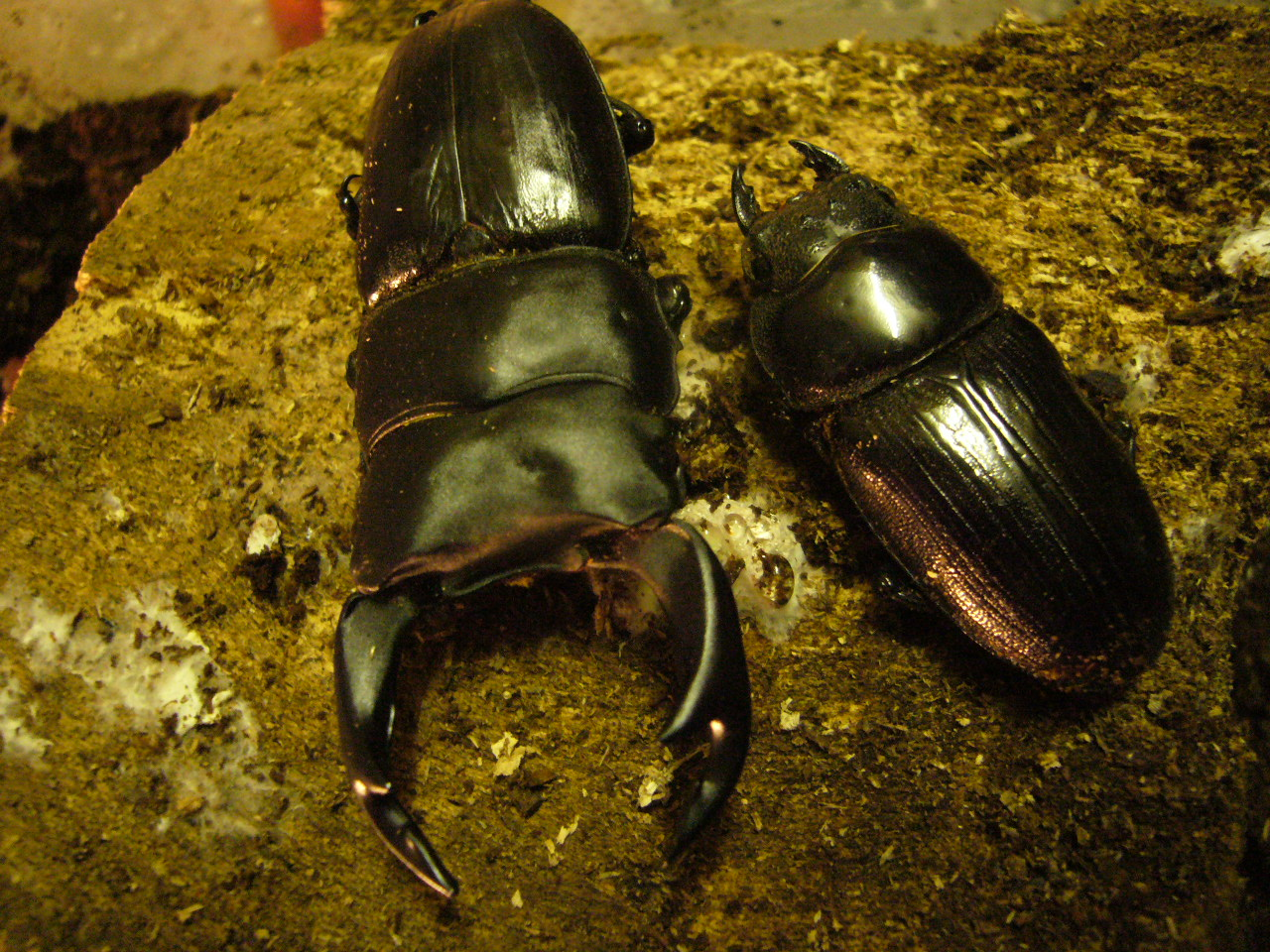
成虫

## 問題

### クワガタブーム
1990年代後半からのクワガタブームの先駆けになった種で、以前は "黒いダイヤ" と呼ばれ大型個体が高値で取引された。1mmの体長差でも大きな価格差が発生したこともあり、マスコミ報道やドラマの題材などでしばしば取り上げられた。現在では大きさだけでなく、各部のバランス・顎幅なども重視されるようになった。一時期の高値は飼育技術の発達により現在では鳴りを潜め、本種のペアがペットショップ等でも数千円程度で販売されている。
オオクワガタは1999年に80mm以上の飼育個体が出現したが、その当時はまだ「80mmは夢のサイズ」と言われていた。しかしむし社のクワガタムシ・カブトムシ専門雑誌『ビークワ』（年4回発行の季刊誌。同社発行『月刊むし』の姉妹誌）にて開催されている誌上企画『クワガタ飼育レコード』では2001年の初代飼育レコードで81.1mmが出現したのを皮切りに数々の大型個体が輩出され、2009年（6代目飼育レコード）にて85mm超（86.6mm）が出現し、80mm初出現から17年後の2016年（10代目）にて90.0mmの個体が発表された。その後、2023年にはさらに記録を更新する94.1mmの個体が発表されている。
ブームの一方で乱獲や生息地の破壊などにより野生での個体数は年々減っており生息木の洞を破壊する行為も多数見られた(マニアによる採集よりも山林の放置、伐採による生息地の消滅がオオクワガタの減少に拍車をかけていることは言うまでもないが)。その拡大した被害状況は新聞などの報道でも多数報じられている。これら乱獲・丘陵地の開発・森林伐採など複合的な要因により野生個体の生息が危ぶまれており、2007年には準絶滅危惧種から絶滅危惧II類に引き上げられた。
ブリーダーによる累代飼育が大変盛んに行われているため、種として絶滅の恐れはないが、野生種保護の観点から、主に幼虫の生息する壊死部や腐朽部のある広葉自然林の保護が必要である。
山梨県の韮崎市や大阪府豊能郡能勢町は、大都市に近いこともありオオクワガタの有名な採集地となり、乱獲の影響を受け新聞などの報道もなされた。また福島県桧枝岐村も生息地として知られるようになり、それに佐賀県筑後川流域、岡山県を加え、これらは愛好家の間で五大名産地とも呼ばれる。なお十和田湖周辺や東海地方の木曽三川流域なども注目されており、これらは○○産として半ばブランド化している。能勢町や兵庫県川辺郡猪名川町阿古谷産に大顎の太い個体が多いとされるが、それらが本当に野生個体であるかどうかの検証は十分なされていない。
近縁種であるタイワンオオクワガタ・グランディスオオクワガタ・ホペイオオクワガタなどと交雑し、遺伝子汚染をもたらしているため、外来種・国産を問わず、飼育個体は野外に放ってはならないと呼びかけられている。本種はヒラタクワガタ類と並んで噛む力が強い種類ではあるが、反面飛翔性がミヤマクワガタやノコギリクワガタほど高くなく、それら二種のクワガタムシのような分布範囲を拡げたり、交雑を避ける能力が低いので、地元で採集、もしくは採集個体から生まれた個体でない限り、放虫は厳禁である。

### 分類
元来オオクワガタは、hopei（ホペイオオクワガタ）、binodulosus（オオクワガタ）が、共にcurvidens（クルビデンスオオクワガタ）の亜種とする考え方が支持されていた。しかし、curvidens（基亜種）とhopei（亜種）が中国の同じ産地で採集されるなど、この考え方に疑問を持つ声が高まり、オオクワガタを巡る分類の議論は紛糾した。国立環境研究所の主任研究員である五箇公一と小島が2002年に行った、ミトコンドリアDNAの解析による分子系統樹が発表され、従来博物学的知見などから述べられていた通り、日本産のオオクワガタは朝鮮半島と中国の一部に産するビノデュロサスオオクワガタと同じ亜種であることが分かった。近縁種は、台湾に棲むタイワンオオクワガタと、ラオス・インド・ベトナム等に棲むグランディスオオクワガタであり、中国本土のホペイオオクワガタとも近い。しかし、従来日本産の学名になっていたクルビデンスオオクワガタとは、ミトコンドリアDNAの解析からも、また交雑試験からも全くの別種と分かり、亜種関係を見直した結果、現在はDorcus hopei binodulosusの学名で呼ぶのが適当とされる。
なおcurvidensもbinodulosusも、雄成虫に見られる1対の眼上突起に基づく命名である。和名でオオクワガタと付けて呼ばれる種には、この他にも、クルビデンスオオクワガタ・リツセマオオクワガタ（旧名パリーオオクワガタ）・アンタエウスオオクワガタ・シェンクリンオオクワガタなどが知られるが、オスの大アゴの発現型と、そのニッチ以外に遺伝的共通点は少ない。なおクワガタ属 Dorcus の属名の元となったパラレリピペドゥスオオクワガタは小型種で、クワガタ属に統合されるまで別属扱いだった。